# Ardisia myrsinoides
Ardisia myrsinoides är en viveväxtart som beskrevs av Pitard. Ardisia myrsinoides ingår i släktet Ardisia och familjen viveväxter. Inga underarter finns listade i Catalogue of Life.